# 웅진여성
〈웅진여성〉은 대한민국의 1991년 웅진문화에서 발행됐던 여성 잡지이며 상호변경(당시 웅진교과서) 이전까지 검인정 교과서와 참고서를 출판해 온 웅진문화는 1991년 3월 상호변경한 동시에 문학 과학 인문사회도서 등 성인용 도서 출판으로  활동영역을 넓혔다.

## 역사
1991년 10월에 창간하였고, 같은 해 12월호에 에이즈 복수극이 실렸으며 허위로 작성된 일기장을 사실 확인이 맞지 않고, 결국 검찰에 사자의 명예훼손한 혐의로 구속됐다.
윤석금 회장이 책임지고 불과 2개월 만에 자진 폐간하였으며 해당 잡지 발행사 웅진문화(구 웅진교과서)는 해당 잡지 폐간 후 하락세를 겪어 2008년 청산됐다.
한편, 1991년 12월호에 실린  에이즈 관련 기사로 사회적 물의를 빚어 3호 만에 자진 폐간된 것 외에도 창간호(1991년 10월호)  332페이지에 게재한 전문체인점 실태에 관한 기사 중 선물 및 주방용품 판매 전문업체 데코방을  "팬시제품 체인점으로 시작해 지난해 주방용품점으로 전환, 무리한 사업 확장으로 도산한 것으로 알려졌다"고 잘못 보도했으며 이로 인해 데코방으로부터 신용훼손 혐의로 고소를 당했다.
아울러, 폐간호(1991년 12월)에 실린  '에이즈 여성 복수극' 기사와 관련하여 일기장의 주인공으로 사진이 게재된 전 CF모델 남경옥씨가  해당 잡지 발행사였던 웅진문화 유건수 사장, 해당 잡지 이광표 편집인, 해당 잡지 조금현 기자, 이상규 르포라이터 등을  출판물에 의한 명예훼손 혐의로 서울지검에 고소했으며 이상규 르포라이터와 조금현 기자가 1992년 3월 1일 서울지검으로부터 징역 5년, 이광표 편집인이 같은 날 징역 3년을 구형받았으나  기사에 피해를 본 故 김동영 의원 측과 1억 5000만원, 문제의 사진이 게재된 남경옥씨 측과 2천만원에 각각 합의했고 이로 인해 1992년 4월 9일 서울형사지법으로부터 공소가 기각되어 석방됐지만 이상규 르포라이터는 김부남 사건을 성적-흥미 위주로 각색한 실명소설 <나는 사람이 아닌 짐승을 죽였어요>를 발간하면서 성폭행 장면을 흥미 위주로 묘사하거나 살해장면을 잔인하게 허위각색한 혐의가 알려져 1992년 5월 1일 서울지검으로부터 명예훼손 혐의로 불구속 기소됐으며 이 과정에서 <나는 사람이 아닌 짐승을 죽였어요>를 발간-판매한 도서출판 대성 탁명식 대표가 같은 날, 같은 혐의로 불구속 기소됐다.

첫째, 일기장에는 "1989년 12월 1일에 첫눈이 내렸다"고 적혀 있는데 대한민국 기상청에 따르면 이 날짜를 전후해 눈이 내린 적이 없다.
둘째, 대한민국 보건사회부에 따르면 국내 여성 감염자 23명 중 헌혈 과정에서 발견된 감염자가 한 명도 없는 것으로 확인됨. 또한 출생 연도가 1967년생이거나 전직 여성연예인이 감염자가 나온다는 허위사실이 유포됨.

## 같이 보기
- 웅진그룹
- 잡지